# 蒭藁一
鯨魚座ρ，又名BD-12 451，HD 15130、SAO 148385、HR 708，是鯨魚座的一颗恒星，视星等为4.89，位于銀經183.75，銀緯-63.35，其B1900.0坐标为赤經2h 21m 7.1s，赤緯-12° -63.35′ 29″。